# 牛巻町
牛巻町（うしまきちょう）は、愛知県名古屋市瑞穂区の地名。丁番を持たない単独町名である。住居表示実施。

## 地理
名古屋市瑞穂区西端部に位置する。東は堀田通、西は熱田区、南は新開町、北は二野町に接する。

## 歴史

### 町名の由来
熱田東町の字牛巻に由来する。地名の由来自体については、当地にはかつて牛を巻き殺すほどの大蛇が棲んでおり、大原武継なる人物がそれを退治したことによるとも、当地には深い淵があり、渦巻きをよく起こしていたことにより、「うしおまき」が転じて牛巻となったともいう。

### 沿革
- 1931年（昭和6年）2月1日 - 東郊耕地整理組合第二区の事業に伴い、南区熱田東町字二野、字牛巻、字大新開・瑞穂町字牛巻の各一部により、同区牛巻町1–3丁目が成立する[9]。
- 1937年（昭和12年）10月1日 - 昭和区編入に伴い、同区牛巻町となる[1]。
- 1944年（昭和19年）2月11日 - 瑞穂区編入に伴い、同区牛巻町となる[1]。
- 1970年（昭和45年）10月21日 - 住居表示を施行し、瑞穂区三本松町1丁目の全域および牛巻町1–3丁目・花表町1丁目・二野町3丁目・六野町・堀田通4–6丁目の各一部により、牛巻町が成立する[10]。また、牛巻町3丁目の一部が新開町となる[10]。

## 世帯数と人口
2019年（平成31年）3月1日現在の世帯数と人口は以下の通りである。
| 町丁   | 世帯数  | 人口    |
| ------ | ------- | ------- |
| 牛巻町 | 868世帯 | 1,702人 |

### 人口の変遷
国勢調査による人口の推移
| 2000年（平成12年） | 1,109人 | [ 11 ] |  |
| 2005年（平成17年） | 1,704人 | [ 12 ] |  |
| 2010年（平成22年） | 1,807人 | [ 13 ] |  |
| 2015年（平成27年） | 1,732人 | [ 14 ] |  |

## 学区
市立小・中学校に通う場合、学校等は以下の通りとなる。また、公立高等学校に通う場合の学区は以下の通りとなる。
| 番・番地等 | 小学校               | 中学校                   | 高等学校 |
| ---------- | -------------------- | ------------------------ | -------- |
| 全域       | 名古屋市立高田小学校 | 名古屋市立瑞穂ヶ丘中学校 | 尾張学区 |

## 施設

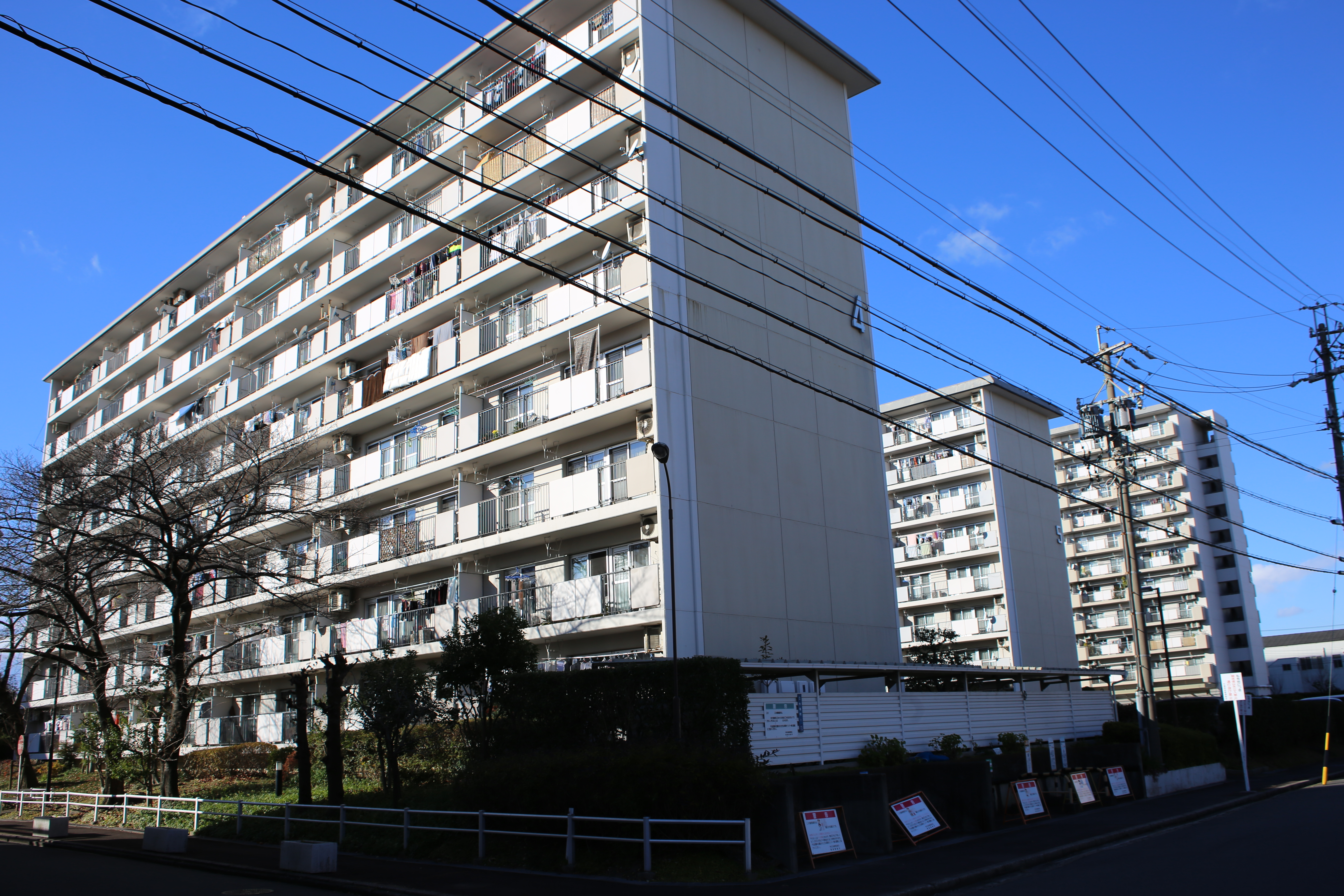
牛巻団地（2017年12月）

- 牛巻団地[7]
- 牛巻郵便局[7]
- 都市再生機構（独立行政法人）中部支社管理サービス事務所 牛巻
- 名古屋市上下水道局牛巻ポンプ所[7]
- 牛巻公園

- 牛巻団地（2017年12月）

## その他

### 日本郵便
- 郵便番号 : 467-0863[4]（集配局：瑞穂郵便局[17]）。